# أكيرا لين
أكيرا لين (باليابانية: アキラ・レイン) (بالإنجليزية: Akira Lane) (و. 1981  م) هي ممثلة، وعارضة أمريكية، ولدت في أوكيناوا.

## التعليم
تعلمت في جامعة سان دييغو الحكومية
.

## وصلات خارجية
- أكيرا لين على موقع IMDb (الإنجليزية)
- أكيرا لين على موقع قاعدة بيانات الفيلم (الإنجليزية)
- أكيرا لين في قاعدة بيانات الأفلام على الإنترنت